# Лесной (Коломенский район)
Лесно́й — посёлок в Московской области. Входит в городской округ Коломна.
Население — 1659 чел. (2010).
Соединён с городами Коломна и Озёры автомобильной и железной дорогами (платформа «18-й километр» ж.-д. ветки Голутвин — Озёры). Расположен на высоте 177 м над уровнем моря. В Лесном находится ЗАО «Карасёвский керамический завод». Продукция — кирпич, камень керамический. До 1960-х годов у завода была своя узкоколейная железная дорога.

## История
В 1994—2005 годах — центр Карасевского сельского округа, в 2005—2017 гг. входил в состав Биорковского сельского поселения Коломенского муниципального района, в 2017—2020 гг. — в Коломенский городской округ.

## Население
| 2002 | 2006  | 2010  |
| ---- | ----- | ----- |
| 1638 | ↗1672 | ↘1659 |

500000999

## Достопримечательности
- Успенская церковь, Сергиевская деревянная церковь[7].